# Mitterteich
Mitterteich è un comune tedesco di 7 094 abitanti, situato nel land della Baviera.